# Agathomerus obliterata
Agathomerus obliterata is een keversoort uit de familie halstandhaantjes (Megalopodidae). De wetenschappelijke naam van de soort werd in 1947 gepubliceerd door Maurice Pic.